# 1404 هـ
1404 هـ هي سنة في التقويم الهجري امتدت مقابلةً في التقويم الميلادي بين سنتي 1983 و1984.

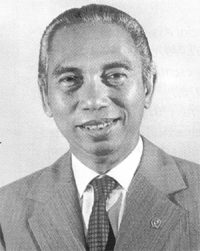
آدم مالك

## أحداث
انتصار نادي الهلال السعودي بنتيجة 4-0 على النادي الاهلي السعودي في كاس جلالة الملك

## مواليد
- شيماء الصباغ
- محمد البوعزيزي
- بدر التركي

## وفيات
- آدم مالك
- أحمد توفيق المدني
- أحمد محمد عبد العال هريدي
- أرول كونكور
- إبراهيم بوخاردت
- بندر بن سرور
- رشيد سليم الخوري
- سانتشث ألبورنوث
- محمد بن عبد العزيز بن سعود بن فيصل آل سعود
- محمد داود
- محمد عبد الخالق عضيمة
- هاشم الحداد
- محمد سليم النعيمي، أديب ولغوي وصحفي ودبلوماسي عراقي.
- سيد ناجي
- عبد الرزاق نوفل
- ناصر بن عبد العزيز آل سعود
- أحمد السباعي
- أمين مدني